# Леонтьевка (Тамбовская область)
Лео́нтьевка — село в Инжавинском районе Тамбовской области России. Входит в состав Михайловского сельсовета.

## География
Село находится в юго-восточной части Тамбовской области, в лесостепной зоне, на левом берегу реки Карай, на расстоянии примерно 25 км (по прямой) к востоку-северо-востоку от Инжавино, административного центра района. Абсолютная высота — 138 м над уровнем моря.

### Климат
Климат умеренно континентальный, относительно сухой, с холодной продолжительной зимой и тёплым летом. Среднегодовая температура воздуха — 4,5 °C. Средняя температура воздуха самого холодного месяца (января) — −11 °C (абсолютный минимум — −33 °C); самого тёплого месяца (июля) — 19,7 °C (абсолютный максимум — 40 °С). Безморозный период длится 162 дня. Среднегодовое количество атмосферных осадков составляет около 450—570 мм, из которых большая часть выпадает в период с мая по сентябрь. Продолжительность залегания снежного покрова составляет в среднем 134 дня.

### Часовой пояс
Село Леонтьевка, как и вся Тамбовская область, находится в часовой зоне МСК (московское время). Смещение применяемого времени относительно UTC составляет +3:00.

## Население
| 2002 | 2010 |
| ---- | ---- |
| 209  | ↘147 |

### Половой состав
По данным Всероссийской переписи населения 2010 года, в гендерной структуре населения мужчины составляли 42,2 %, женщины — соответственно 57,8 %.

### Национальный состав
Согласно результатам переписи 2002 года, в национальной структуре населения русские составляли 97 % из 209 чел.